# Les Bons Villers
Les Bons Villers är en kommun i Belgien.   Den ligger i provinsen Hainaut och regionen Vallonien, i den centrala delen av landet, 40 km söder om huvudstaden Bryssel. Antalet invånare är 9 087. Les Bons Villers gränsar till Charleroi.
Runt Les Bons Villers är det i huvudsak tätbebyggt. Runt Les Bons Villers är det mycket tätbefolkat, med 1 886 invånare per kvadratkilometer.